# Ululodes flavistigma
Ululodes flavistigma is een insect uit de familie van de vlinderhaften (Ascalaphidae), die tot de orde netvleugeligen (Neuroptera) behoort. 
Ululodes flavistigma is voor het eerst wetenschappelijk beschreven door Banks in 1908.